# Лардерело
Лардерело је насеље у Италији у округу Пиза, региону Тоскана.
Према процени из 2011. у насељу је живело 342 становника. Насеље се налази на надморској висини од 410 м.